# Distretto di Buca

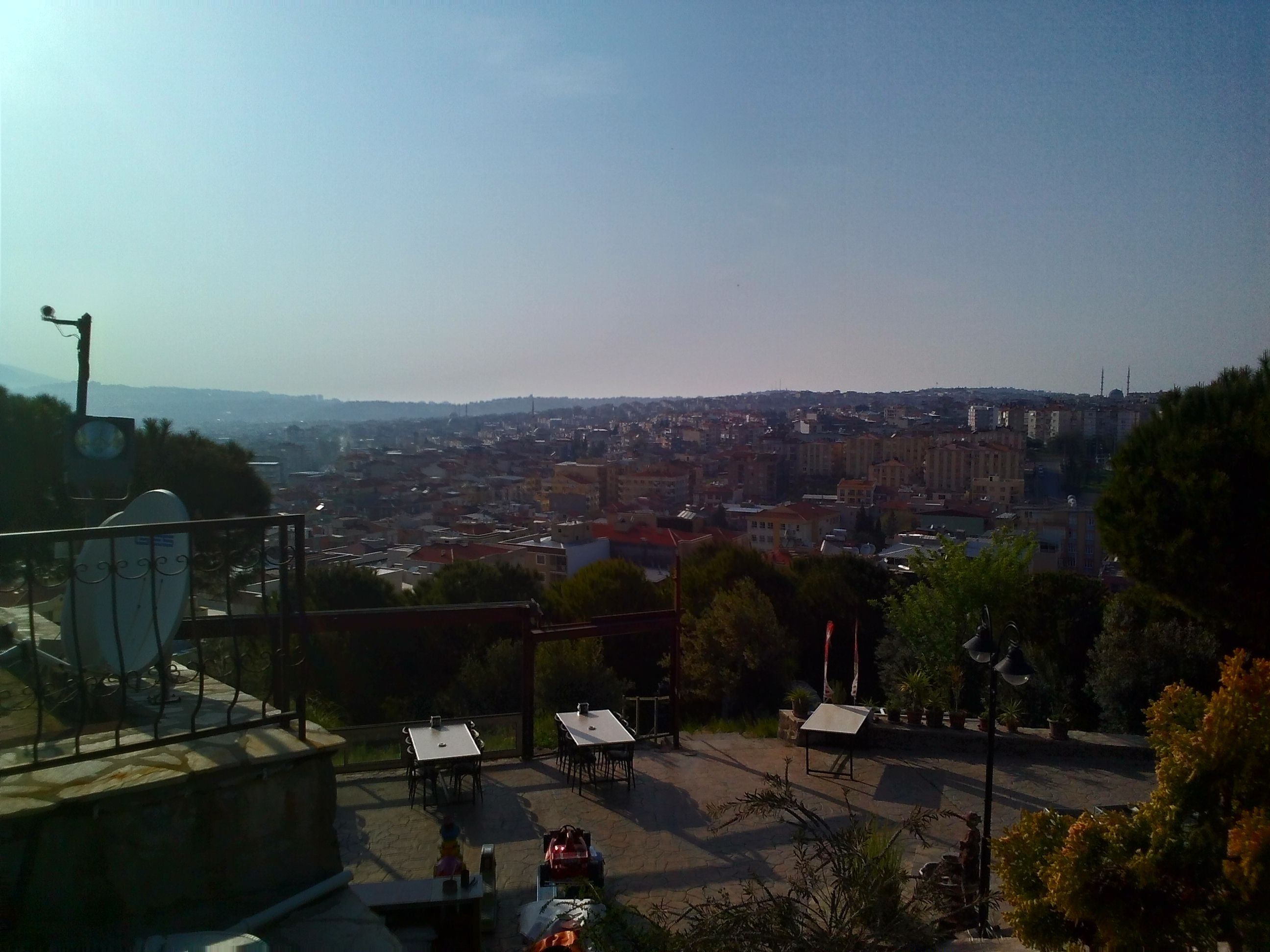
A bird's eye view of Buca district

Il distretto di Buca (in turco Buca ilçesi) è uno dei distretti della provincia di Smirne, in Turchia.